# Ercole Lupinacci
Ercole Lupinacci (* 23. November 1933 in San Giorgio Albanese, Provinz Cosenza, Italien; † 6. August 2016 in San Cosmo Albanese) war ein italienischer Geistlicher der Italo-albanischen Kirche und Bischof der Eparchie Piana degli Albanesi (1981–1987) und der Eparchie Lungro (1987–2010).

## Leben
Ercole Lupinacci studierte am Päpstlichen Priesterseminar Benedikt XV. in Grottaferrata, das unter der Leitung von byzantinischen Mönchen stand, sowie am Päpstlichen Griechischen Kolleg vom Hl. Athanasius in Rom sowie an der Päpstlichen Universität Gregoriana. Er empfing am 22. November 1959 durch Bischof Giovanni Mele in der römischen Kirche Sant’Atanasio dei Greci die Priesterweihe für die Italo-albanische Kirche. Er war zunächst Kaplan in  San Demetrio Corone und lehrte an der Staatlichen Hochschule in San Demetrio Corone. Zudem war er Diözesanassistent der Katholischen Aktion. Anfang der 1960er Jahre wurde er Pfarrer von San Cosmo Albanese.
Papst Johannes Paul II. ernannte ihn am 25. März 1981 zum Bischof von Piana degli Albanesi. Der Bischof von Lungro, Giovanni Stamati, spendete ihm am 6. August desselben Jahres die Bischofsweihe; Mitkonsekratoren waren Saba Youakim BS, Erzbischof von Petra und Philadelphia, und Miroslav Stefan Marusyn, Apostolischer Visitator der Ukrainisch Griechisch-Katholischen Kirche in Westeuropa.
Am 30. November 1987 wurde er zum Bischof von Lungro ernannt. Am 10. August 2010 nahm Papst Benedikt XVI. sein aus Altersgründen vorgebrachtes Rücktrittsgesuch an.
Er engagierte sich für den Dialog der katholischen und orthodoxen Kirchen.